# Klink 8, 9 (Quedlinburg)

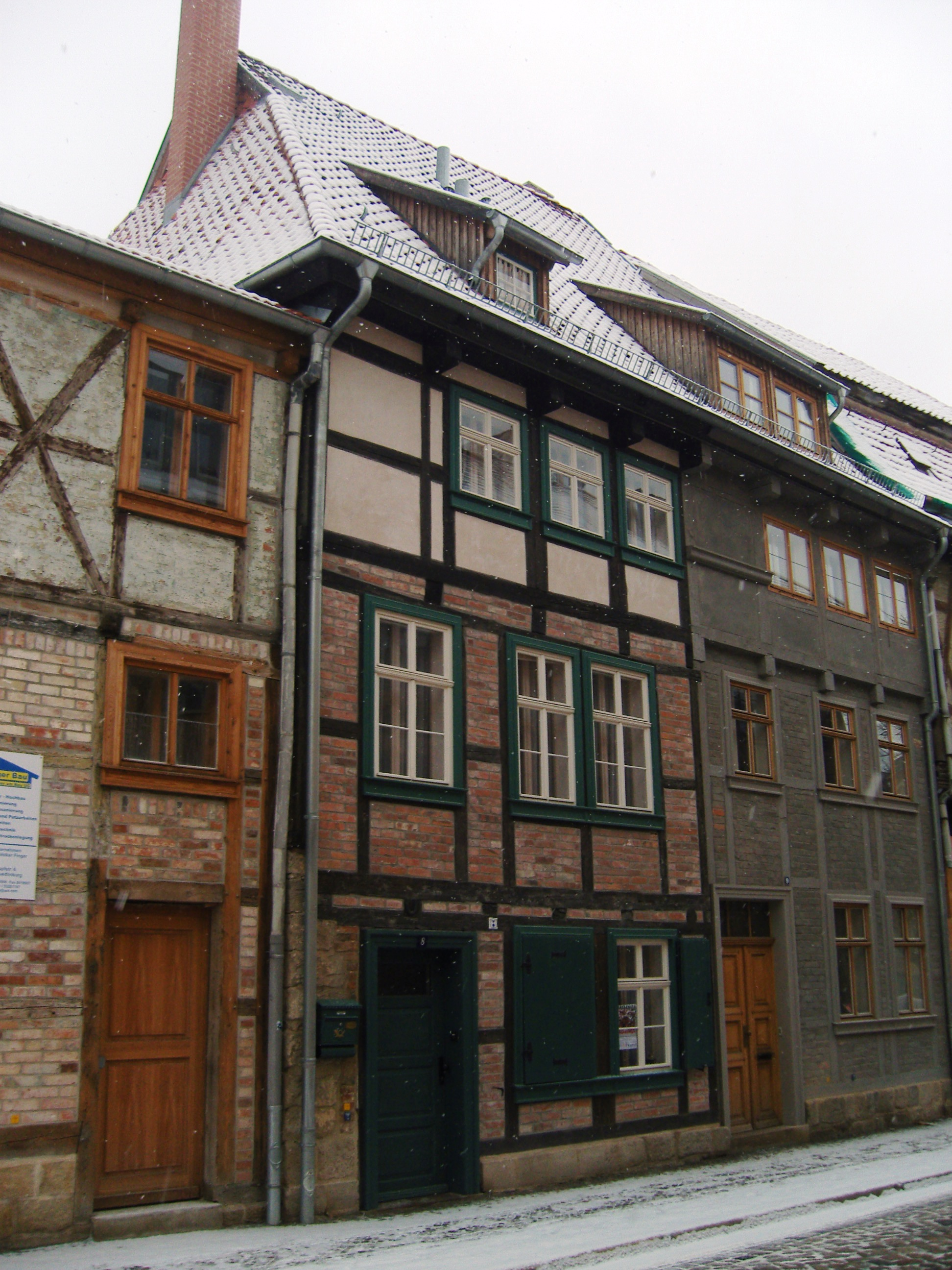
Klink 8, 9

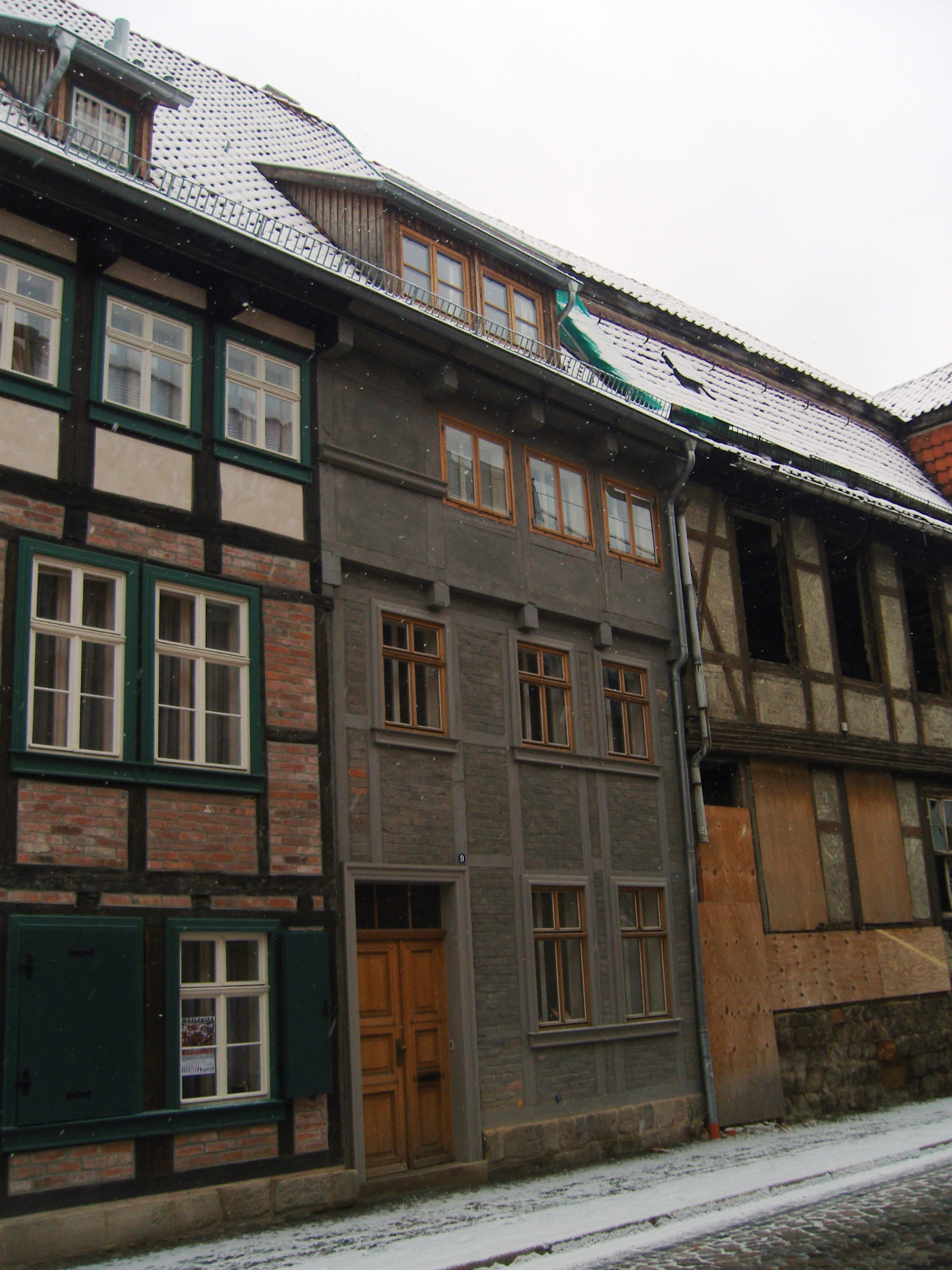
Klink 9

Das Haus Klink 8, 9 ist ein denkmalgeschütztes Gebäude in der Stadt Quedlinburg in Sachsen-Anhalt.

## Lage
Es befindet sich in der historischen Quedlinburger Altstadt nordöstlich des Marktplatzes der Stadt, gehört zum UNESCO-Weltkulturerbe und ist im Quedlinburger Denkmalverzeichnis als Wohnhaus eingetragen. Östlich grenzt das gleichfalls denkmalgeschützte Haus Klink 10 an.

## Architektur und Geschichte
Bei dem dreigeschossigen Haus handelt es sich um eines der ältesten Profangebäude Quedlinburgs. Es entstand bereits im 14. und 15. Jahrhundert, nach anderer Angabe gehen Teile bis auf den Anfang des 13. Jahrhunderts zurück. Das Gebäude besteht aus zwei Teilen. Die westlich gelegene Nummer 8 ist zum Teil in massiver Bauweise aus zweischaligem Sandsteinmauerwerk ausgeführt, die möglicherweise auf eine alte Eigenbefestigung zurückgeht. So befindet sich im Inneren des ersten Obergeschosses ein spitzbogiges Gewände mit zwei gotischen Fenster- bzw. Türöffnungen. Die Sandsteinmauern sind bis zu einem Meter stark und waren 6,5 Meter hoch. Die Mauern bilden eine U-Form, eine vierte Mauer fehlt. Es konnten Aussparungen für Balkenriegel gefunden werden, wie sie sonst aus dem Festungsbau bekannt sind.
Unterhalb beider Gebäudeteile erstreckt sich ein großes Kellergewölbe.
Die davor befindliche schlichte straßenseitige klassizistische Fachwerkfassade stammt aus dem 19. Jahrhundert und ist als Ständerbau ausgeführt. Sie nimmt das erste und zweite Obergeschoss der Nummer 8 und die gesamte Nummer 9 ein. Bemerkenswert ist der erhaltene mittelalterliche Rauchabzug. Dendrochronologisch wurde das Jahr 1410 ermittelt. Die Häuser Nummer 8 und 9 waren gemeinsam errichtet worden. Eine Trennung erfolgte etwa um das Jahr 1600. 
Nach längerem, etwa 10 bis 25-jährigem Leerstand befand sich das gesamte Gebäude Anfang des 21. Jahrhunderts in ruinösem Zustand. 
Die Sanierung der Nummer 8 fand in den Jahren 2008/2009 statt. Es entstand dabei eine Wohnfläche von 120 m².
In den Jahren 2008 bis 2010 erfolgte eine Sanierung der Hausnummer 9. Es entstand dabei eine Einheit von alten und neuen Bestandteilen. Das Architekturbüro qbatur erhielt im Jahr 2010 für die Sanierung eine Auszeichnung zum Architekturpreis Sachsen-Anhalt. Die Gebäudehälfte Nummer 9 verfügt heute über eine Wohnfläche von etwa 140 m². Die straßenseitige Fassade musste aufgrund der Bauschäden in weiten Teilen neu errichtet werden, wobei historische Baumaterialien zum Einsatz kamen. Sie erhielt im Stil des Klassizismus eine einfarbige Farbgebung. Die detailreich differenzierten Kastenfenster wurden aus rohem Eichenholz gefertigt. 
Die Haustür der Nummer 9 ist als schwere Tür aus Eichenbohlen gefertigt, hinter der sich eine vier Meter hohe Wohnhalle eröffnet. An sie grenzt eine offene Galerie mit Küche und Speiseplatz. Bemerkenswert sind die rußgeschwärzten Deckenbalken mit nur roh behauenen Oberflächen, die aus der Zeit des Mittelalters stammen. Sie sind mittels Streben mit dem Ständerwerk der Hoffassade verbunden. Auch diese Ständer waren zerstört. Die Statik wurde vor der Sanierung zuletzt nur durch eine Behelfskonstruktion gesichert. Unter Zugrundelegung der ermittelten bauhistorischen Befunde wurden das Ständerwerk neu errichtet. Die Gefache der so wiedererstellten Hoffassade wurden abweichend vom historischen Erscheinungsbild verglast.
Eine in einer Zwischendecke des Hauses aufgefundene Bohlenverkleidung stellte sich als älter als die Hauskonstruktion selbst dar und war insofern ursprünglich nur wiederverwendet worden. Sie wurde, gefasst in einem Stahlrahmen, wieder als Bohlenstube eingebaut.
Im Ober- und Dachgeschoss wurden die Schlafräume angeordnet, zu denen enge Treppen führen. Im Haus befinden sich von der Quedlinburger Papierkünstlerin Katrin Ruhnau entworfene Lampen.